# Balgeroth
Balgeroth ist eine deutsche Metal-Band aus Stuttgart.

## Geschichte
Kopf der Band und deren einziges Mitglied ist der Sänger und Gitarrist Thomas Gurrath, der vor allem durch seine Band Debauchery bekannt wurde. Gurrath gründete Balgeroth im Jahr 2015 als weiteres musikalisches Standbein, bei dem er – anders als bei Debauchery – jedoch auf Deutsch singt. Das Debüt-Album wurde als Bonus-CD dem 2015er-Debauchery-Werk F*ck Humanity beigelegt.
Mix und Master des zweiten, 2018 via Massacre Records veröffentlichten Albums In der Hölle spricht man Deutsch übernahm Dennis Ward (u. a. Pink Cream 69). Es wurde als Dreifach-CD veröffentlicht, wobei auf die erste CD mit 11 deutschsprachigen Balgeroth-Songs eine CD englischsprachiger Fassungen von Debauchery folgte. Der dritte Tonträger enthielt „deutsche Versionen von alten, bekannten Debauchery-Songs“. Begleitend erschienen auch limitierte Versionen des Albums als LP, wobei jeweils nur Balgeroth-Tracks enthalten sind.
Anfang Februar 2021 wurde bekannt, dass das dritte Album Böse bis ins Blut im Mai als Teil des Debauchery-Albums Monster Metal erscheinen wird. Der Anteil von Balgeroth umfasst dabei 5 von 22 Stücken, wobei das dritte Lied Böse bis ins Blut vorab als Video ausgekoppelt wurde.

## Stil
Zum zweiten Album hieß es in einer Rezension, dass Balgeroth ein „Mix aus Rock, Metal und Death Metal“ sei. Weitere Elemente sind aus Sicht des Totentanz Magazins „Demon Screeching“ ähnlich AC/DC oder Accept, „rock’n’rollige Drumbeats“, „fetzige, sirrende Leads“ sowie „hoch potenzierten Groove Attacken“. Als stilistische Referenzen fielen bei Crossfire Metal u. a. auch die Namen Jungle Rot, Torture Killer und Amon Amarth. Seitens der Plattenfirma wurden Motörhead, Judas Priest und Rammstein als musikalische Einflüsse genannt.

## Rezeption

### Rezensionen
Das Zweitwerk sei „düster, aber doch recht eingängig“, hieß es bei Time for Metal. Zum dritten Album Böse bis ins Blut konstatierte der Rezensent von Stormbringer.at, dass Balgeroth als der „deutschsprachige Zwilling von Debauchery […] richtig unterhaltsam“ sei und die Stücke „in unserer Muttersprache wirklich gut zur Geltung“ kämen.

### Charts und Chartplatzierungen
| Jahr | Titel Musiklabel                                             | Höchstplatzierung, Gesamtwochen, AuszeichnungChartplatzierungen (Jahr, Titel, Musiklabel, Platzierungen, Wochen, Auszeichnungen, Anmerkungen) | Höchstplatzierung, Gesamtwochen, AuszeichnungChartplatzierungen (Jahr, Titel, Musiklabel, Platzierungen, Wochen, Auszeichnungen, Anmerkungen) | Höchstplatzierung, Gesamtwochen, AuszeichnungChartplatzierungen (Jahr, Titel, Musiklabel, Platzierungen, Wochen, Auszeichnungen, Anmerkungen) | Anmerkungen                                                    |
| Jahr | Titel Musiklabel                                             | DE | AT | CH | Anmerkungen                                                    |
| ---- | ------------------------------------------------------------ | --- | --- | --- | -------------------------------------------------------------- |
| 2018 | In der Hölle spricht man Deutsch Massacre Records (Soulfood) | DE27 (1 Wo.)DE | — | — | Erstveröffentlichung: 13. Juli 2018 als Debauchery’s Balgeroth |

## Diskografie

### Alben
- 2015: Menschenhass (CD 2 auf dem Debauchery-Album F*ck Humanity, Massacre Records)
- 2018: In der Hölle spricht man Deutsch (Massacre Records)
- 2021: Böse bis ins Blut (CD 2 auf dem Debauchery-Album Monster Metal, Massacre Records)
- 2024: Drachenkult (CD 2 auf dem Debauchery Album Dragongods, Massacre Records)

### Best of's
- 2023: Der Blutgott nagelt dich ans Kreuz (CD 2 auf der Debauchery Kompilation Respawned in Heavy Metal Massacre Records)